# TLC (canal de televisión)
TLC (originalmente una inicialidad de The Learning Channel) es un canal de televisión por suscripción estadounidense propiedad de  Warner Bros. Discovery Inicialmente enfocado en contenido educativo y de aprendizaje, a fines de la década de 1990, la red comenzó a enfocarse principalmente en series de realidad que involucran estilos de vida, vida familiar, e historias personales. TLC fue lanzado en alta definición el 1 de septiembre de 2007.

## Historia
El canal fue fundado en 1972 por el Departamento de Salud, Educación y Bienestar y la NASA como la Red de Servicio Comunitario de los Apalaches, y era una red informativa e instructiva enfocada en brindar educación real a través de la televisión; fue distribuido sin costo por el satélite de la NASA.
ACSN fue privatizada en 1980, y su nombre fue cambiado a The Learning Channel en noviembre de ese año; el nombre se acortó posteriormente a "TLC". (La NASA lanzó inmediatamente NASA TV como reemplazo interno de ACSN). El canal presentaba principalmente contenido documental relacionado con la naturaleza, ciencia, historia, eventos actuales, medicina, tecnología, cocina, mejoras para el hogar y otros temas basados en información. Después de que FNN se declarara en quiebra en 1991, los propietarios de Discovery Channel entablaron conversaciones para comprar The Learning Channel.

## TLC en Latinoamérica
Fue lanzado en el 2000 como Discovery Travel & Adventure y luego en 2004 como Discovery Travel & Living. Su programación consiste principalmente en programas documentales de viajes y estilos de vida, su programación viene en parte del Travel Channel (con series premiadas como Sin reserva o comidas exóticas) de los Estados Unidos.
En diciembre de 2009, fue lanzado el canal únicamente en América Latina en alta definición con una mezcla de programación de Discovery Home & Health y Discovery Travel & Living, en idioma portugués para Brasil y en español para el resto del continente.
El 1 de noviembre de 2011, Discovery Travel & Living fue renombrado como TLC, a diferencia del canal estadounidense en América Latina su acrónimo del canal es Travel and Living Channel y su nueva programación se centra en el entretenimiento relacionado con las historias humanas pero además sin olvidar los documentales sobre viajes y lujos, con programas como Cake Boss, Miami Ink, LA Ink, American Chopper Cupcake Wars y Kitchen Boss.
Desde el 16 de marzo de 2015 se realizó un cambio de nombre y logotipo en dos señales de Discovery Networks Latin America que se emiten en toda América Latina y se lanzó un nuevo canal en Brasil. TLC HD, A Discovery Network pasó a llamarse Discovery World, Discovery HD Theater ahora es Discovery Theater HD y en territorio brasileño se lanzó un nuevo TLC HD en simulcast. La nueva señal en simulcast (misma programación que la versión SD) se lanzará más adelante en el resto de Latinoamérica.